# Barrage de Mohale
Le barrage de Mohale est un barrage au Lesotho. Il est construit en 2002 sur la rivière Senqunyane (un affluent du fleuve Orange). Il a pour vocation principale d'alimenter l'Afrique du Sud en eau potable et pour l'agriculture. Il fait partie du Lesotho Highlands Water Project.
Il permet de passer à un débit de 29 m3/s environ, soit le quart du débit moyen de 155 m3/s de l'Orange à la sortie du bassin supérieur de ce fleuve.
Le coût de sa construction a été estimé à 1,5 milliard de dollars.